# Синклиналь
Синклина́ль, синклина́льная скла́дка (др.-греч. συγκλίνω — кладу вместе) — вид складчатых изгибов слоёв земной коры, характерный вогнутой формой, наклоном слоёв к оси и залеганием более молодых слоёв в осевой части и более древних на крыльях.

## Характеристика
Различают симметричные и асимметричные, коробчатые (c плоским дном) и килевидные и др. синклинали. Обычно сопрягаются с выпуклыми изгибами слоев — антиклиналями. Обычно она обращена замком вниз и слои на её крыльях падают навстречу друг другу. Однако в синклинальной веерообразной складке слои в направлении замка сначала падают в разные стороны, а уже затем навстречу друг другу. В опрокинутой, лежачей и перевёрнутой складках крылья падают в одну сторону, причём в последнем случае синклиналь обращена своим замком вверх. Синклинали широко распространены в складчатых горных сооружениях.

## Брахисинклиналь (мульда)
Овальные синклинали называются брахисинклиналями или мульдами. Это короткая синклинальная складка слоев горных пород, имеющая в плане овальную форму. Пласты горных пород, образующих брахисинклиналь, со всех сторон наклонены к её центру. На геологической карте брахисинклиналь изображается в виде концентрических овальных колец в центре которых располагаются более молодые породы, а по направлению к периферии — всё более и более древние. Отложения, выполняющие мульды, обычно слабо дислоцированы, залегают трансгрессивно, часто с угловым несогласием на подстилающих толщах. Мульды возникают в условиях относительно спокойного тектонического режима.
В современной научной литературе предпочтение отдается варианту термина мульда. Термин употребляется с середины XIX века.

## Типы
- Конседиментационные — синклинали, образующиеся одновременно с накоплением осадков и отличающиеся их повышенной мощностью и более глубоководным характером.
- Постседиментационные — синклинали, возникшие после завершения осадконакопления.

## Синформа
Близкое, но не тождественное синклиналям понятие — «синформа». Она также характеризуется вогнутой формой, но при этом в осевой части могут залегать не более молодые, а более древние слои. Синформы свойственны шарвированным и метаморфическим толщам.